# Europsko prvenstvo u nogometu – SR Njemačka 1988.
Europsko nogometno prvenstvo 1988. je odigrano u SR Njemačkoj (Savezna Republika Njemačka). Trajalo je od 10. do 25. lipnja 1988. godine, a igralo se u 8 gradova, na 8 stadiona. Prvaci ovog Europskog prvenstva su bili Nizozemci.

## Reprezentacije
- Danska
- Engleska
- Italija
- Nizozemska
- Irska
- Španjolska
- SSSR
- SR Njemačka

## Gradovi domaćini
| München           | Gelsenkirchen        | Hamburg           | Frankfurt             |
| ----------------- | -------------------- | ----------------- | --------------------- |
| Olympiastadion    | Parkstadion          | Volksparkstadion  | Waldstadion           |
| kapacitet: 69.000 | kapacitet: 62.000    | kapacitet: 61.200 | kapacitet: 61.000     |
|                   |                      |                   |                       |
| Düsseldorf        | Hannover             | Stuttgart         | Köln                  |
| Rheinstadion      | Niedersachsenstadion | Neckarstadion     | Müngersdorfer Stadion |
| kapacitet: 55.850 | kapacitet: 50.423    | kapacitet: 50.000 | kapacitet: 47.000     |
|                   |                      |                   |                       |